# GM V-platform (FWD)
Het GM V-platform (FWD) is een autoplatform voor voorwielaangedreven auto's van General Motors dat gebruikt werd van 1987 tot 1993 voor de Cadillac Allanté. Het was een ingekorte versie van het GM E platform dat gebruikt werd voor de Buick Riviera, Buick Reatta, Oldsmobile Toronado en Cadillac Eldorado. De Allanté was een personal luxury car die in beperkte oplage verkocht is.

## Modellen op het GM V-platform (FWD)
- 1998-1993: Cadillac Allanté